# Kani-Schal

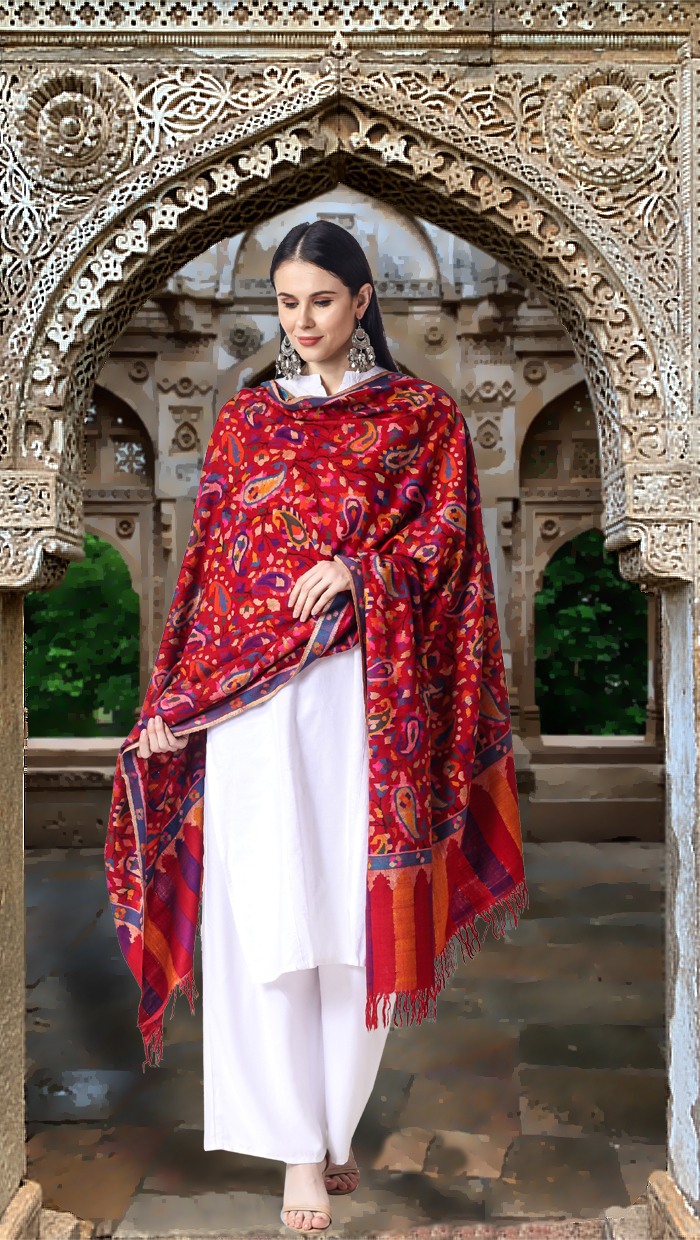
Kani-Schal

Ein Kani-Schal ist ein Schal aus der Kanihama-Gegend von Kaschmir. Kani-Schals sind mehrfarbig gewebte Schals aus Pashmina.

## Eigenschaften

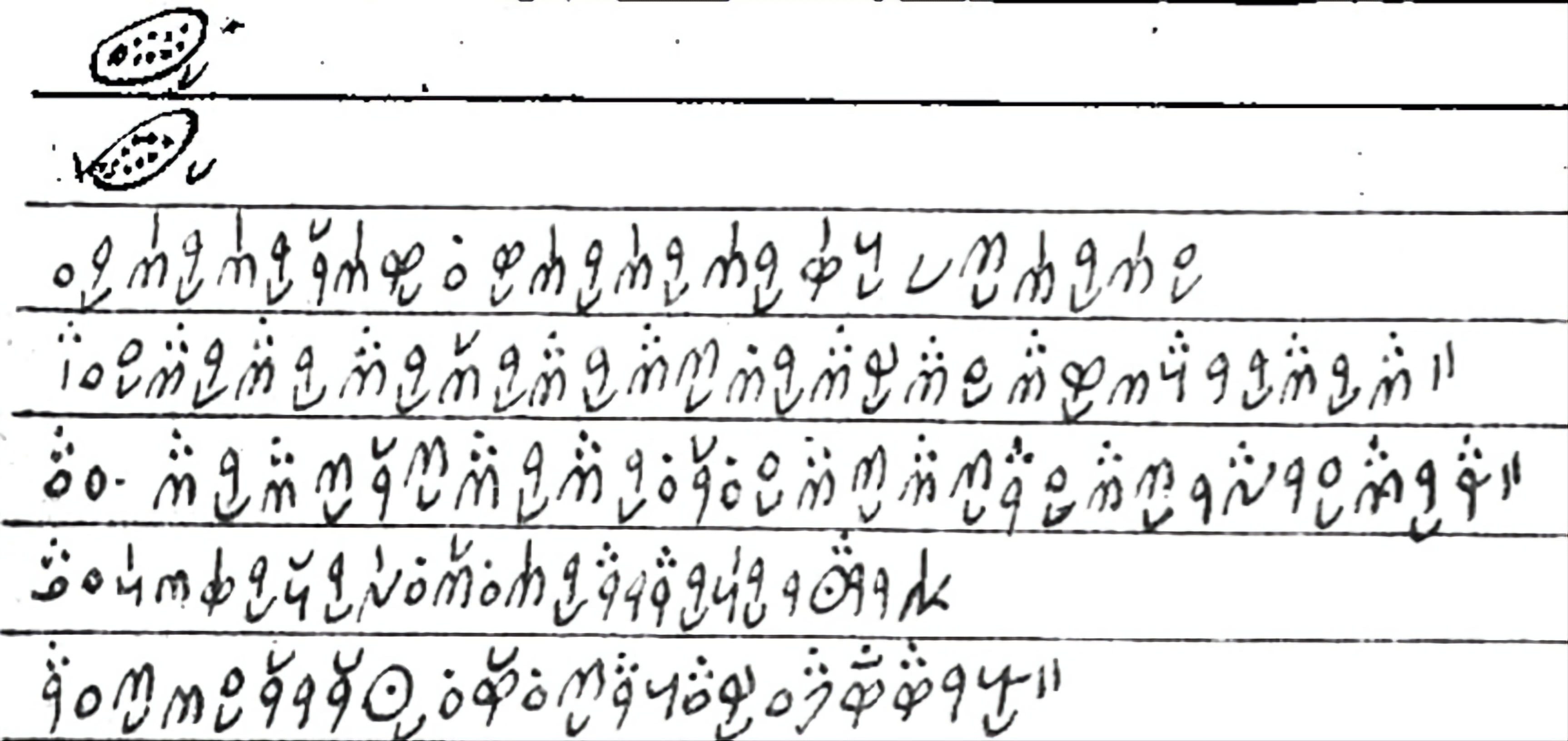
Talim (Webanleitung)

Üblicherweise werden Kani-Schals an Webstühlen von Hand gewebt. Das Wort Kani leitet sich von der Gegend Kanihama ab, bezeichnet aber auch eine kleine längliche Spule. Für jeden Farbwechsel wird beim Weben ein neues Kani verwendet. Der Weber folgt bei der Farbwahl dem Talim (Farbcodierungsanleitung) auf Papier. Seit 2008 ist Kani-Schal eine geschützte Herkunftsbezeichnung für mehrfarbig gewebte Pashmina-Schals aus der Kaschmir-Region. Im Jahr 2009 wurden Kani-Schals im Wert von 1,47 Milliarden Rupien umgesetzt.

## Geschichte
Kani-Schals werden vermutlich seit 5000 Jahren hergestellt. Wahrscheinlich gab es zur Zeit Mir Sayyid Ali Hamadanis Einflüsse aus Pakistan. Laut dem Werk Ain-i-Akbari sammelte der Mogulkönig Akbar Kani-Schals. Traditionell wurden Kani-Schals von Männern hergestellt, während heute zunehmend Frauen damit beschäftigt sind.